# روبرت كامينغز نيفيل
روبرت كامينغز نيفيل (بالإنجليزية: Robert Cummings Neville)‏ هو عالم عقيدة وفيلسوف وكاتب أمريكي، ولد في 1 مايو 1939 في سانت لويس في الولايات المتحدة.